# ドラ・ドラ・ドライブ大作戦
「ドラ・ドラ・ドライブ大作戦」（-だいさくせん）は、1997年12月25日に発売されたKAN23作目のシングル。

## 概要
- テレビ東京深夜番組『青い体験』のコーナードラマ「ON THE WAVE 〜湘南グラフティ〜」主題歌。
- 本作よりワーナーミュージック・ジャパン（V and Mレーベル）でのリリース。
- アルバム『TIGERSONGWRITER』では「トラ・トラ・トラどし大先輩（特製ミックス）」のサブタイトルが付いたアルバム・ヴァージョンで収録。

## 収録曲
全曲　作詞・作曲：KAN
1. ドラ・ドラ・ドライブ大作戦
編曲：KAN・小林信吾
2. 結婚しない二人（Live）
編曲：ヤン嶋田とニューブリーフ
  - アルバム『東雲』収録曲ライヴ・ヴァージョン。
  - 事務所の後輩である松浦亜弥が後にカバー。
3. ドラ・ドラ・ドライブ大作戦（カラ・カラ・カラオケ大作戦）
  - 表題曲カラオケ・ヴァージョン。

## この頃のできごと
- 1998年1月1日：中国中央電視台と上海電視台共同制作の新春特別番組『我們共同的亜細亜'98 亜州風』に出演。「愛は勝つ」と「まゆみ」を歌唱する。